# Siegfried Becher
Siegfried Becher (28. února 1806 Planá – 4. března 1873 Vídeň) byl rakouský politický ekonom.

## Život
Studoval v Praze a ve Vídni. V roce 1831 vstoupil do státních služeb. V roce 1835 byl jmenován profesorem na Polytechnickém institutu ve Vídni. V letech 1848 až 1852 byl zaměstnán na ministerstvu obchodu, pro které podnikl v roce 1849 výzkumnou cestu do Německa a Belgie.

## Dílo
- Das österreichische Münzwesen von 1524-1838 in historischer, statistischer und legislativer Hinsicht (two volumes, Vienna 1838)
- Statistiche Uebersicht des Handels der österreichischen Monarchie mit dem Auslande während der Jahre 1829-38 (Stuttgart 1841)
- Ergebnisse des Handels- und Zolleinkommens der österreichischen Monarchie von den Jahren 1819–43 (1846)
- Die deutschen Zoll-und Handelsverhältnisse zur Anbahnung der österreichisch-deutschen Zoll-und Handelseinigung (Leipzig 1850)
- Die Volkswirtschaft (Vienna 1853)